# David Vann

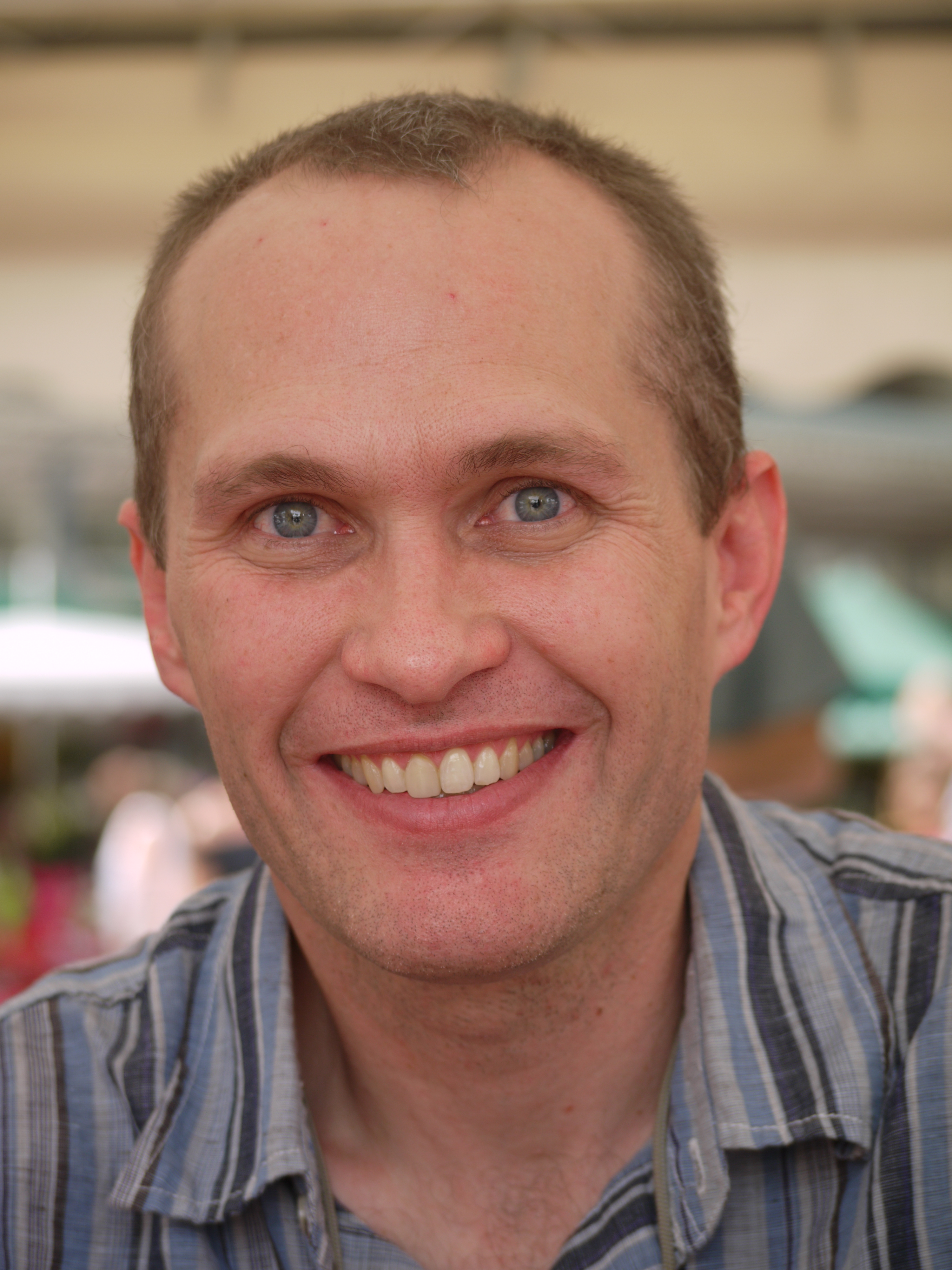
David Vann

David Vann (Adak Island (Alaska), 19 oktober 1966) is een Amerikaanse schrijver. Zijn veelvuldig bekroonde werk omvat onder andere Legend of a suicide, Caribou Island, Dirt en Goat Mountain. 

## Biografie
De eerste zes jaar van zijn leven bracht David Vann door in Ketchikan, Alaska. Na de echtscheiding van zijn ouders leefde hij met zijn moeder en zijn zus in Californië. Toen David Vann dertien jaar oud was, pleegde zijn depressieve vader zelfmoord tijdens een telefoongesprek met Vanns stiefmoeder. Twee weken daarvoor had David Vann een aanbod van zijn vader afgeslagen om een jaar met hem in Alaska door te brengen. De in veel opzichten tragische familiegeschiedenis van de Vanns (een moord, een handvol zelfmoorden, echtscheidingen en overspel) vormt een leidmotief in het werk van David Vann, te beginnen met zijn eerste boek, de semiautobiografische verhalenbundel Legend of a suicide.
Het kostte David Vann twaalf jaar om een uitgever te vinden voor Legend of a suicide. In deze periode werkte hij tien jaar (vanaf zijn negentiende) als schipper op een zeilschip, een ervaring die hij verwerkte in A Mile Down: The True Story of a Disastrous Career at Sea. 
Inmiddels heeft David Vann talrijke prijzen gewonnen.  Legend of a suicide was een groot succes in de Verenigde Staten, Engeland en Frankrijk en werd bekroond met onder andere de Prix Medicis Etranger in Frankrijk (2010), de Premi Llibreter in Spanje (2011) en de Grace Paley Prize for Short Fiction (2007) in de VS. In 2011 verscheen zijn eerste roman Caribou Island, in 2012 opgevolgd door Dirt en in 2013 door Goat Mountain. Daarnaast publiceerde hij het non-fictie boek Last Day on Earth. A Portrait of the NIU School Shooter (2011), over de schietpartij door ex-student Steve Kazmierczak op Northern Illinois University. 
Vann schrijft ook voor tijdschriften als The Atlantic, Esquire en Outside en is werkzaam als docent creative writing aan de Universiteit van Warwick. Hij is woonachtig in Nieuw-Zeeland.

## Vertalingen
- 2010 - Legende van een zelfmoord
- 2011 - Caribou Island
- 2012 - Aarde
- 2013 - Goat Mountain
- 2013 - Een Legende over Goede Mannen
- 2015 - Aquarium
- 2017 - Klare Lucht Zwart
- 2019 - Heilbot op de maan